# Zwartkuiftodietiran
De zwartkuiftodietiran (Taeniotriccus andrei) is een zangvogel uit de familie Tyrannidae (tirannen). Deze vogel is genoemd naar zijn ontdekker, de Franse natuuronderzoeker Eugène André (1861-1922).

## Verspreiding en leefgebied
Deze soort komt voor in het noorden en het oosten van het Amazonegebied. Er zijn twee ondersoorten:
- T. a. andrei: oostelijk Venezuela en noordwestelijk Brazilië.
- T. a. klagesi: amazonisch oostelijk Brazilië.

## Status
De grootte van de populatie is niet gekwantificeerd maar de soort wordt omschreven als zeldzaam en met een versnipperde verspreiding. Op de Rode lijst van de IUCN heeft deze soort de status niet bedreigd.